# Brems (Automobilhersteller)

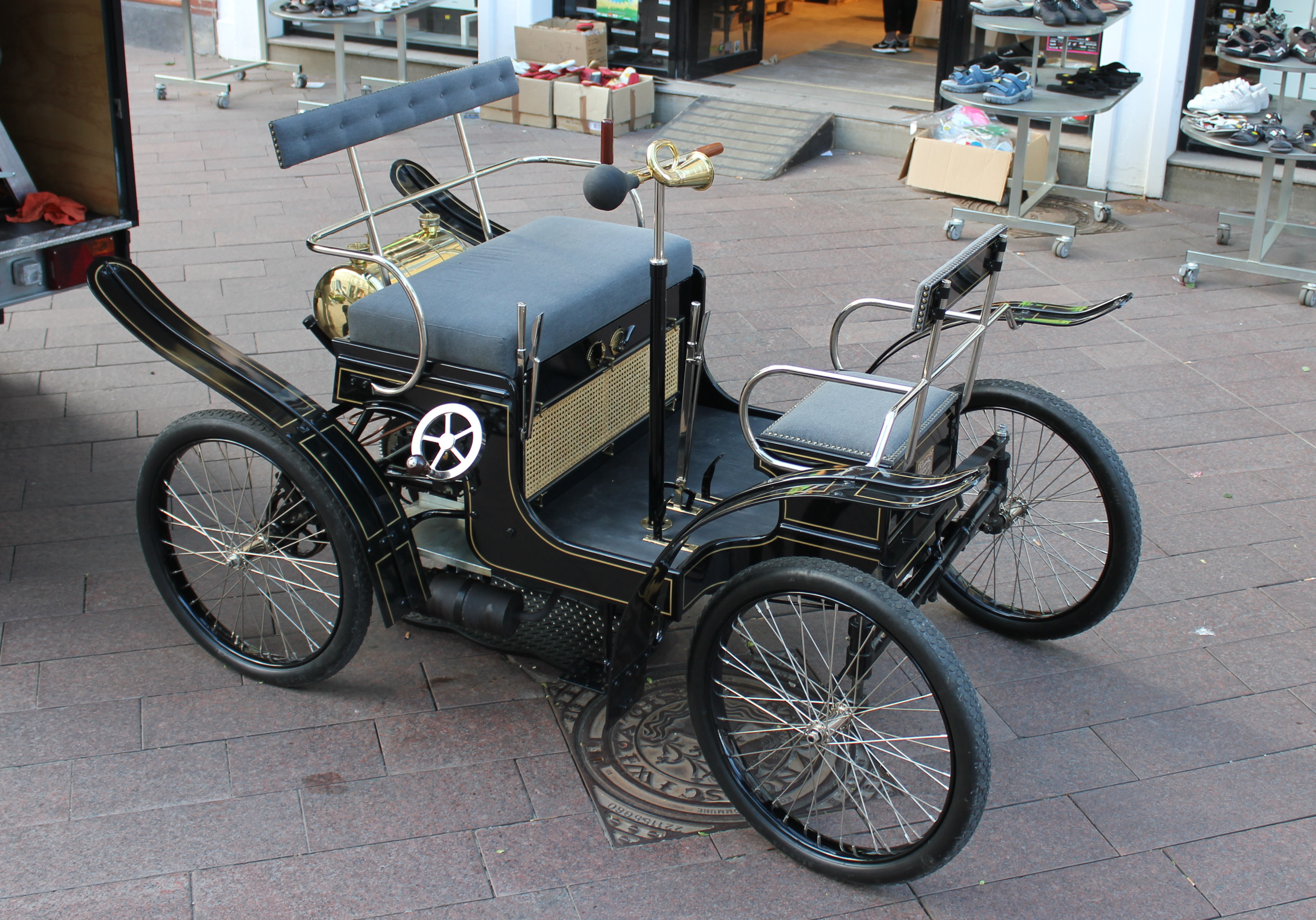
Brems (Nachbau)

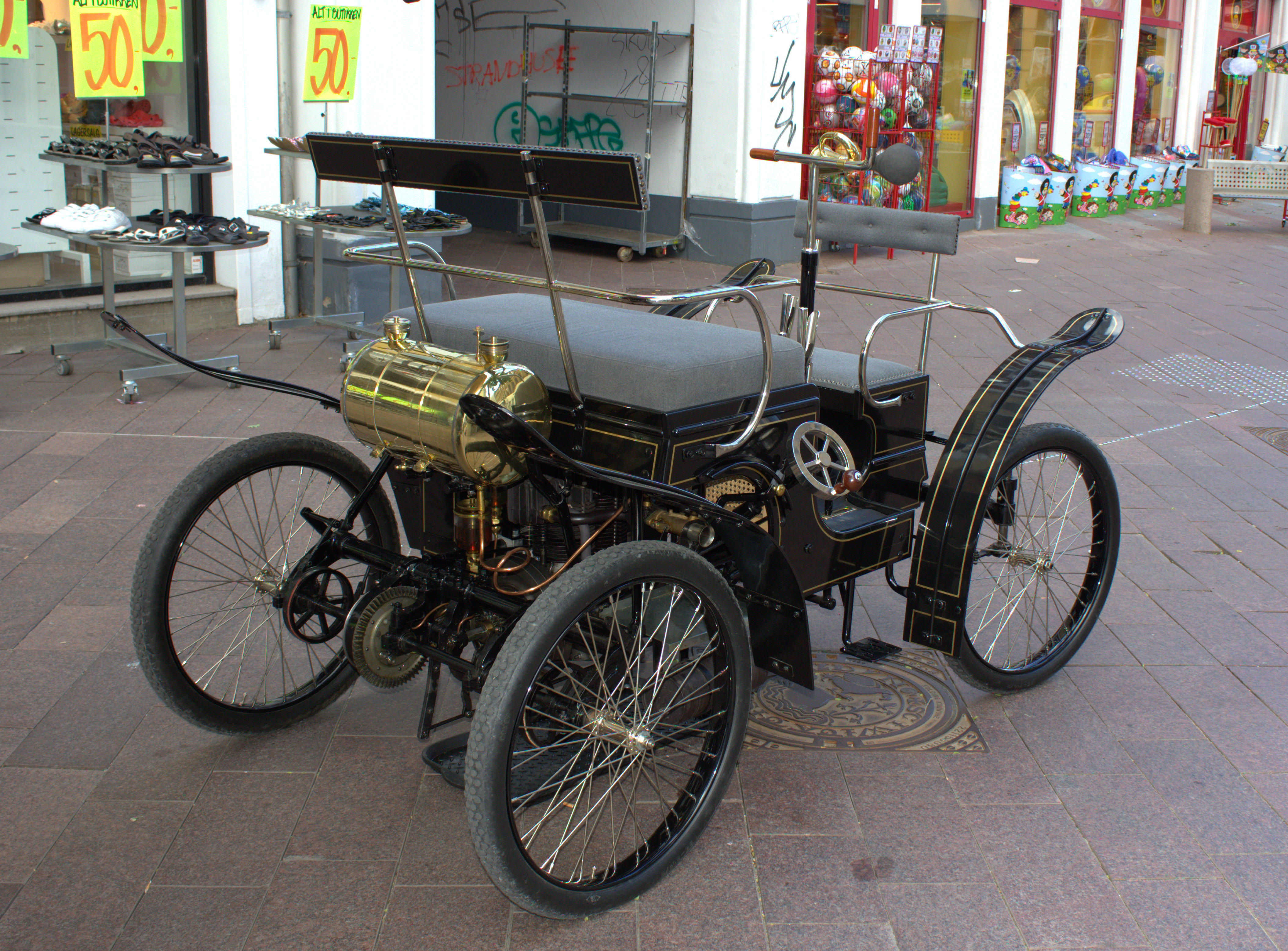
Brems (Nachbau)

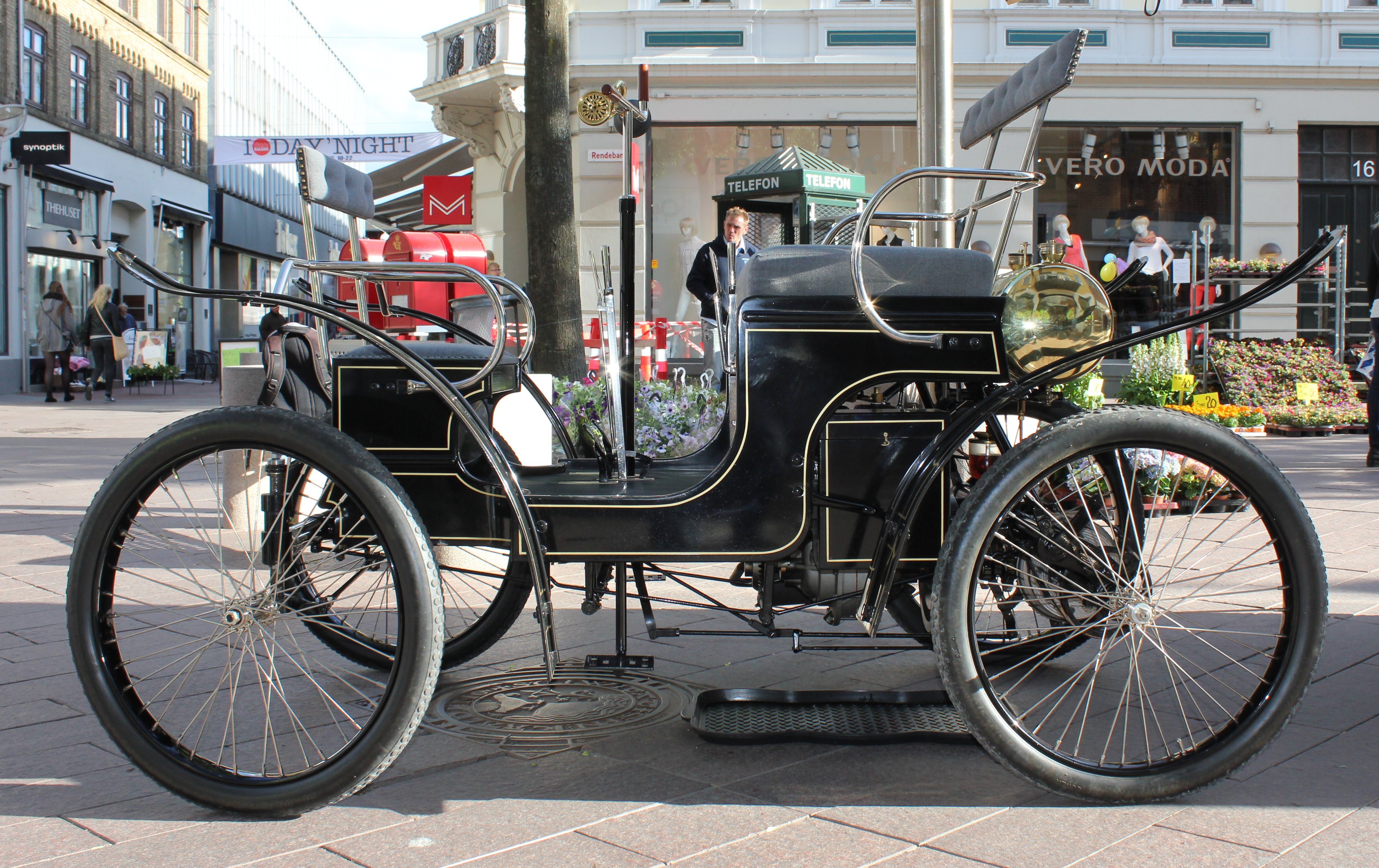
Brems (Nachbau)

Brems war ein dänischer Hersteller von Automobilen.

## Unternehmensgeschichte
Das Unternehmen A. L. Brems aus Viborg begann 1900 mit der Produktion von Automobilen. 1907 endete die Produktion. Insgesamt fertigte das Unternehmen acht Fahrzeuge.

## Fahrzeuge
Die Fahrzeuge ähnelten dem Wartburg-Motorwagen. Der Motor war unter dem Sitz montiert. Für den Antrieb sorgten Einzylinder- und Zweizylindermotoren mit maximal 3,8 PS Leistung. Unter anderem gab es die Karosserieform Vis-à-vis.